# Daniel Guérin
Daniel Guérin   (17è districte de París, 19 de maig de 1904 - Suresnes, 14 d'abril de 1988) va ser un escriptor revolucionari francès, anticolonialista, activista per l'emancipació homosexual, teòric del comunisme llibertari, historiador i crític d'art.

## Biografia

### Joventut i formació
Havia nascut en una família burgesa i liberal. El seu pare, Marcel Guérin (1873-1948), fou un ric col·leccionista i crític d'art que va ser, entre altres coses, l'autor de L'œuvre gravé de Gauguin el 1927. El seu oncle era l'assagista Daniel Halévy (1872- 1962). La seva dona Marie Fortwangler fou una activista comunista austríaca. La seva filla Anne Guérin és periodista, traductora, activista llibertària i signant del Manifest dels 121. Es va llicenciar en ciències polítiques i va publicar obres literàries de joventut que van cridar l'atenció de François Mauriac, mentrestant va ser llibreter a Síria des del 1927 fins al 1929.
Durant un viatge a Indoxina, el 1930, on va descobrir la realitat colonial, va aprofitar la travessa per devorar un nombre impressionant de textos polítics que van des de Proudhon a Marx passant per Sorel. Es va dedicar durant aquests anys a la lluita contra el colonialisme (Indoxina, Líban ...). Va trencar amb la classe mitjana, es va establir a Belleville (districte obrer de l'est de París), es va convertir en corrector i va començar a militar a la dècada de 1930 amb els sindicalistes revolucionaris de la revista La Révolution prolétarienne de Pierre Monatte.
El 1933, va recórrer l'Alemanya de Hitler amb bicicleta. Va escriure un document sobre l'ascens del nazisme que va aparèixer a l'òrgan Le Populaire de l'SFIO i es va publicar amb els títols La Peste brune i Fascisme et grand capital el 1936. En aquestes obres va analitzar l'origen del feixisme, dels seus seguidors i la mística que els va animar; la seva tàctica ofensiva davant la que seguia, massa legalista, el moviment obrer; el paper dels que s'hi incorporaren; la seva acció antiobrera i la seva política econòmica (una economia de guerra en temps de pau).

### El trotskisme
A mitjan anys 1930, es va incorporar a la Gauche Révolutionnaire de Marceau Pivert. Va ser llavors quan es va trobar amb Simone Weil. Quan es va excloure aquesta tendència de la SFIO i es va crear el Parti Socialiste Ouvrier et Paysan (PSOP), Guérin es va convertir en un dels seus líders. Estava a l'esquerra d'aquest grup i es trobava aleshores molt a prop de Trotski amb qui mantenia correspondència. Després de la derrota de 1940, amb Yvan Craipeau, Jean Rous i Barta (ben aviat exclosos, va formar el que es va convertir en Lutte Ouvrière), va crear el "Comitè per a la Quarta Internacional" que va emetre, paral·lelament a La Voix de Lénine, L'Étincelle, i també confidencialment, després van defensar el "derrotisme revolucionari".
El 23 d'abril de 1940, a Oslo, a la Noruega ocupada, Daniel Guérin va ser internat pels alemanys com a membre d'un país bel·ligerant. Va ser alliberat del camp d'internament de Wülzburg a Baviera el 18 de desembre d'aquell mateix any. Des del 1943 fins al 1945, va cooperar, a França, amb el moviment trotskista clandestí, intentant mantenir una posició internacionalista allunyada del xovinisme ambiental, multiplicant les crides als treballadors alemanys. fins i tot a les files de l'exèrcit ocupant.
El desembre de 1946, Daniel Guérin es va embarcar cap als Estats Units on va ser actiu al costat del moviment obrer estatunidenc. El gener de 1949 va tornar a França. El juliol del 1950, acusat de ser, o d'haver estat "trotskista" i "anarquista", se li va rebutjar l'entrada als Estats Units degut al McCarthisme. Aquesta prohibició no es va aixecar fins al 1957 i Guérin no va tornar als Estats Units fins a l'octubre de 1973.

### El marxisme llibertari
Guérin, que al seu retorn dels Estats Units va estudiar les obres completes de Bakunin, es va allunyar gradualment del marxisme ortodox i es va apropar a l'anarquisme. Va intentar conciliar aquestes dues tendències albirant la formació d'un corrent marxista llibertari: a partir del 1959 amb la publicació de Jeunesse du socialisme libertaire, va buscar un nou camí de síntesi d'anarquisme i marxisme. Va voler reconciliar el millor d'aquests dos sistemes de pensament i va publicar Pour un marxisme libertaire i després À la recherche d'un communisme libertaire. A Pour un marxisme libertaire va escriure: "La doble fallida del reformisme i l'estalinisme converteix en un deure urgent el conciliar democràcia proletària i socialisme, llibertat i revolució". Es va incorporar al PSU, però, sense militar-hi, i en va romandre membre fins al 1969.
Es va mantenir actiu en la vida política, sobretot dedicat a donar suport a la revolució algeriana. El 1960 va signar el Manifest dels 121, una declaració sobre el "dret a la insubmissió" en el context de la guerra algeriana
Guérin també va lluitar molt per la difícil integració en el moviment obrer de la qüestió homosexual.
El 1969/1970 va participar en la constitució del Moviment Comunista Llibertari (MCL), que va intentar reunir diversos grups, inclosos els de Cahiers de Mai, una confluència d'activistes de l'antiga Federació Comunista Llibertària (FCL) al voltant de Georges Fontenis (exsecretari de la Federació Anarquista) i que publicà la revista Guerre de Classes. El MCL s'uní a un grup resultat d'una escissió dins de l'Organització Revolucionària Anarquista (ORA) i més endavant es convertí en la “Organització Comunista Llibertària” abans de desaparèixer.
Guérin es va incorporar temporalment a l'ORA, i des del 1979 fins a la seva mort el 1988 va ser activista de la Unió de Treballadors Comunistes Llibertaris, organització de la qual és hereva l'actual Alternativa Llibertària.

### L'espontaneisme revolucionari
El 1971, Daniel Guérin publicà "Rosa Luxemburg i l'espontaneïtat revolucionària", una obra marcada per l'experiència del maig del 68, que representa una anàlisi en profunditat de la relació entre l'espontaneïtat i la consciència en els moviments revolucionaris. Dos anys després, el 1973, a "Anarquisme i marxisme", el mateix autor afirma que "l'únic teòric, a la socialdemocràcia alemanya, que es va mantenir fidel al marxisme original va ser Rosa Luxemburg". I continua: "No hi ha una diferència real entre la vaga general anarcosindicalista i el que la prudent Rosa Luxemburg preferia anomenar "vaga de masses". Així mateix, a les fortes polèmiques, la primera amb Lenin el 1904, la darrera a la primavera de 1918, amb el poder bolxevic, no es trobava gaire lluny de l'anarquisme. És el mateix per a les seves concepcions últimes, en el moviment espartaquista, a finals de 1918, d'un socialisme propulsat de baix a baix pels consells obrers."

## El tema de la sexualitat
El 1955, va publicar Kinsey et la sexualité, un treball on detallava l'opressió específica que varen patir a França els homosexuals: “Les crítiques més severes provenen de cercles marxistes que tendeixen a menystenir la forma d'opressió de l'home sobre l'home que és el terrorisme antisexual. Ho esperava i sabia quan vaig publicar el meu llibre, que m’exposava al risc de manifesta-me obertament en desacord amb aquells a qui em sent més proper políticament.”.
El 1965, va parlar de l'homofòbia que va dominar l'esquerra durant la segona meitat del segle xx, “la incomprensió o fins i tot l'homofòbia de la majoria d'esquerres”, la seva concepció petit burgesa de la sexualitat. L'actitud va ser molt més liberal envers l'homosexualitat en els anys 1920-1930, i la hipocresia es va trobar molt més entre els burgesos que entre els proletaris. Ja que aquests últims han estat condicionats per les idees burgeses.".
El 1975 va escriure: “No fa tants anys que declarar-se revolucionari i admetre l'homosexualitat no eren coses compatibles. Quan vaig incorporar-me al moviment social el 1930, no es tractava d'arriscar-se, ni tan sols d'enfrontar-se de manera impersonal a un tema tan escabrós. […] Estava afectat per una altra vulnerabilitat. En els moviments sindicals i polítics en els quals vaig participar, tenia una propensió a situar-me sempre a la seva extrema esquerra […] Hauria estat una ximpleria afegir a aquests greus handicaps una càrrega addicional: la d'interessar-se en parelles del meu sexe, ja siguin joves treballadors sense consciència de classe o, el que és més important, activistes, alguns dels quals irradiaven una joventut de la qual era necessari amagar detingudament l'atractiu que representaven per a mi.".
Evoca, la personalitat de Louis Aragon “acostat tant a l'heterosexualitat com a l'estalinisme per Elsa Triolet, el seu mal geni va haver de protegir-se d'un altre sectarisme nociu, el del Partit Comunista, histèricament intransigent en el nivell dels "bons costums" i que no tolerarà les extravagàncies enamoradisses d'Aragó fins molt més tard, quan Elsa ja no serà allà per distreure’l amb els nois i que l'evolució de la societat posterior al 68 rebentàs el tabú.»
Va participar en els esdeveniments del mes de maig del 68 a França i va participar activament en la creació del moviment d'alliberament homosexual que va sorgir en els anys següents, sobretot el Front Homosexual d'Acció Revolucionària. L'any 2000, Frédéric Martel el va descriure com “l'avi del moviment homosexual francès”.

## L'historiador
Daniel Guérin també va ser historiador. Va estudiar sobretot els moviments socials durant la Revolució Francesa a través de dues obres: La Lutte des classes pendant la Première République, en dos volums publicats el 1947 i Bourgeois et bras nus. La guerre sociale sous la Révolution(1793-1795) es va publicar el 1973.
També va ser l'autor de Ni Dieu, ni maître, une histoire et anthologie de l'anarchisme (1976).

## Obres
- Le livre de la dix-huitième année (poemes), Paris, Albin Michel, 1922
- L'enchantement du Vendredi Saint (novel·la), Paris, Albin Michel, 1925
- La vie selon la chair (novel·la), Paris, Albin Michel, 1929
- La Peste brune a passé par là... À bicyclette à travers l'Allemagne hitlérienne. Éditions L.D.T, 1933.
- Fascisme et grand capital. Italie-Allemagne, Paris, Éditions de la révolution prolétarienne, 1936.
- Gallimard. La lutte de classes sous la Première République. 1 et 2, 1946.
- Où va le peuple américain ?, Paris, Julliard, 2 vol., 1950-1951
- Au service des colonisés, Paris, Éditions de Minuit, 1954
- Kinsey et la sexualité, Paris, Julliard, 1955
- Les Antilles décolonisées (prefaci d'Aimé Césaire, Paris, Présence Africaine, 1956
- " La répression de l'homosexualité en Angleterre ", La Nef, novembre 1957.
- " La répression de l'homosexualité en France ", La Nef , gener de 1958.
- Jeunesse du socialisme libertaire, Paris, Rivière, 1959
- Shakespeare et Gide en correctionnelle ?, Paris, Éditions du Scorpion, 1959
- Le grain sous la neige, adaptation théâtrale d'après Ignazio Silone, Éditions Mondiales, 1961
- Vautrin, adaptation théâtrale d'après Honoré de Balzac, Paris, La Plume d'or, 1962
- Eux et lui, QuestionDeGenre/GKC, 2000.
- Proudhon, un refoulé sexuel, text integral Arxivat 2016-03-03 a Wayback Machine. 1963
- Front Populaire, révolution manquée ?, Paris, Julliard, 1963.
- Décolonisation du noir américain, Paris, Présence Africaine, 1963
- L'Algérie qui se cherche, Paris, Présence Africaine, 1964
- Un jeune homme excentrique. Essai d'autobiographie, Paris, Julliard, 1965
- Sur le fascisme : I- La peste brune ; II- Fascisme et grand capital, Paris, Maspero, 1965.
- L'Anarchisme : de la doctrine à l'action, Paris, Gallimard, 1965, text integral.
- Ni Dieu ni maître. Histoire et anthologie de l'anarchie, Paris, Éditions de Delphes, 1965
- Ni Dieu ni maître. Anthologie de l'anarchisme, Éditions Maspero, 1970. Réédité à La découverte
- Pour un marxisme libertaire, Paris, Laffont, 1969
- Essai sur la révolution sexuelle après Reich et Kinsey, Paris, Belfond, 1969
- Rosa Luxemburg et la spontanéité révolutionnaire, Paris, Flammarion, 1971
- Autobiographie de jeunesse. D'une dissidence sexuelle au socialisme, Paris, Belfond, 1972.
- Ci-gît le colonialisme : Algérie, Inde, Indochine, Madagascar, Maroc, Palestine, Polynésie, Tunisie ; témoignage militant, Paris, Mouton, 1973, resums en línia Arxivat 2014-04-26 a Wayback Machine..
- De l'Oncle Tom aux Panthères Noires, Paris, UGE, 1973 (réédition : Les Bons Caractères, 2010)
- L'armée en France, avec Roland Gengenbach, Paris, Filipacchi, collection Tout savoir sur..., 1974
- Les assassins de Ben Barka. Dix ans d'enquête, Paris, Guy Authier, 1975
- La Révolution française et nous, Paris, Maspero, 1976
- Le feu du sang - autobiographie politique et charnelle, Paris, Éditions Grasset & Fasquelle, 1977
- Quand l'Algérie s'insurgeait : 1954-1961, La pensée sauvage, 1977
- Proudhon oui et non, Paris, Gallimard, 1978
- Homosexualité et révolution, Paris, Le vent du chemin, 1983, text integral.
- Pour le communisme libertaire, 2003, Éditions Spartacus, ISBN 2902963467, notice éditeur Arxivat 2008-11-18 a Wayback Machine., text integral.

## Llocs externs
- DanielGuerin.info
- Biographie de Daniel Guérin Arxivat 2013-02-17 a Wayback Machine. a Increvables Anarchistes
- Daniel Guérin: Révolutionnaire en mouvement(s) a Google Books
- Prefaci de Claude Guillon a la reedició de Bourgeois et bras-nus, Libertalia, 2013.